# Тереса (Кастельйон)
Тереса (ісп. Teresa) — муніципалітет в Іспанії, у складі автономної спільноти Валенсія, у провінції Кастельйон. Населення — 288 осіб (2010).

## Географія
Муніципалітет розташований на відстані близько 270 км на схід від Мадрида, 55 км на захід від міста Кастельйон-де-ла-Плана.

## Демографія
Динаміка населення (INE ):

## Галерея зображень

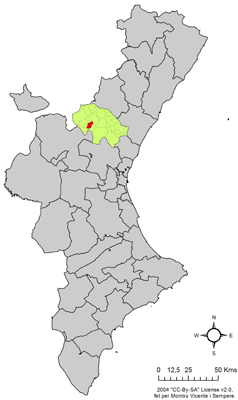
Розташування муніципалітету Тереса у автономній спільноті Валенсія
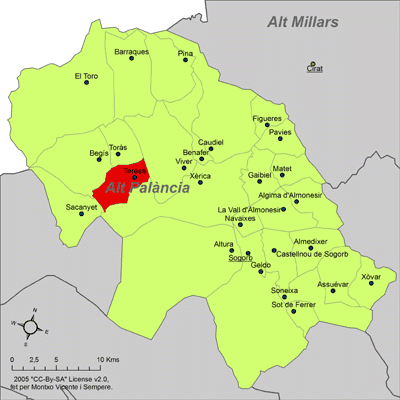
Розташування муніципалітету Тереса у комарці Альто-Палансія